# Liste der Bürgermeister der Stadt Luxemburg
Die Bürgermeister der Stadt Luxemburg seit 1800.
| Name                                        | Amtszeit  |
| ------------------------------------------- | --------- |
| François Scheffer (1. Amtszeit)             | 1800–1802 |
| Jean-Baptiste Servais                       | 1803–1811 |
| Charles Baron de Tornaco                    | 1811–1814 |
| Bonaventure Dutreux-Boch                    | 1814–1816 |
| François Scheffer (2. Amtszeit)             | 1816–1817 |
| Constantin Joseph Pescatore                 | 1817–1820 |
| François Scheffer (3. Amtszeit)             | 1820–1822 |
| François Röser                              | 1822–1827 |
| François Scheffer (4. Amtszeit)             | 1827–1843 |
| Fernand Pescatore                           | 1844–1848 |
| Jean-Pierre David Heldenstein (1. Amtszeit) | 1848–1850 |
| Gabriel de Marie                            | 1850–1854 |
| Jean-Pierre David Heldenstein (2. Amtszeit) | 1855–1865 |
| Théodore Eberhard                           | 1865–1869 |
| Jean Mersch-Wittenauer                      | 1869–1873 |
| Charles Simonis                             | 1873–1875 |
| Emmanuel Servais                            | 1875–1890 |
| Alexis Brasseur                             | 1890–1894 |
| Emile Mousel                                | 1894–1904 |
| Alphonse Munchen                            | 1905–1914 |
| Léandre Lacroix                             | 1914–1918 |
| Luc Housse                                  | 1918–1920 |
| Gaston Diderich (1. Amtszeit)               | 1921–1940 |
| Richard Hengst                              | 1940–1943 |
| Konrad Gorges                               | 1943–1944 |
| Gaston Diderich (2. Amtszeit)               | 1944–1946 |
| Émile Hamilius                              | 1946–1963 |
| Paul Wilwertz                               | 1964–1969 |
| Colette Flesch                              | 1970–1980 |
| Camille Polfer                              | 1980–1981 |
| Lydie Polfer (1. Amtszeit)                  | 1982–1999 |
| Paul Helminger                              | 1999–2011 |
| Xavier Bettel                               | 2011–2013 |
| Lydie Polfer (2. Amtszeit)                  | 2013–0000 |